# ليا سيرك
ليا سيرك (ولدت في 1 سبتمبر 1989) مغنية بوب سلوفينية مثلت بلدها في مسابقة الأغنية الأوروبية 2018

## نشأتها
بدأت تعليمها الموسيقي في سن الخامسة في كوبر، سلوفينيا. شاركت في العديد من المسابقات الوطنية والدولية بين عامي 2001 و2007، حيث احتلت بانتظام المراكز الأولى. درست في المعهد الموسيقي في جنيف ولعبت في العديد من الفرق الموسيقية في جميع أنحاء أوروبا. أكملت دراستها الجامعية في وقت مبكر وبمرتبة الشرف. كما أنهت دراستها للماجستير بمرتبة الشرف بعد عامين وحصلت على درجة الماجستير في الأداء الموسيقي المتخصص.

## وصلات خارجية
- ليا سيرك على موقع IMDb (الإنجليزية)
- ليا سيرك على موقع ميوزك برينز (الإنجليزية)
- ليا سيرك على موقع أول ميوزيك (الإنجليزية)
- ليا سيرك على موقع ديسكوغز (الإنجليزية)